# Benincasa pruriens
Benincasa pruriens är en gurkväxtart som först beskrevs av Sydney C. Parkinson, och fick sitt nu gällande namn av De Wilde och Duyfjes. Benincasa pruriens ingår i släktet Benincasa och familjen gurkväxter. Utöver nominatformen finns också underarten B. p. hispida.

## Bildgalleri

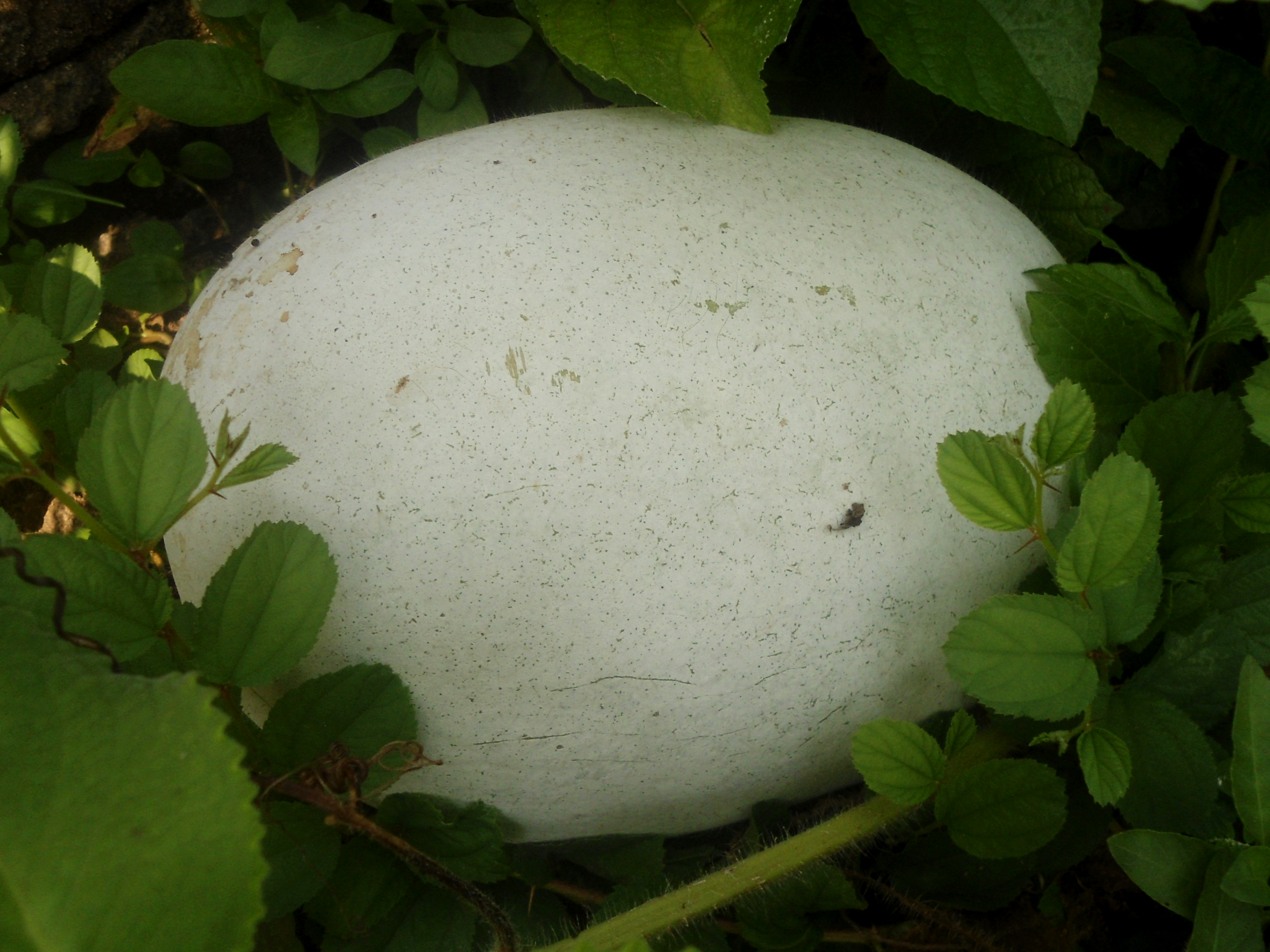
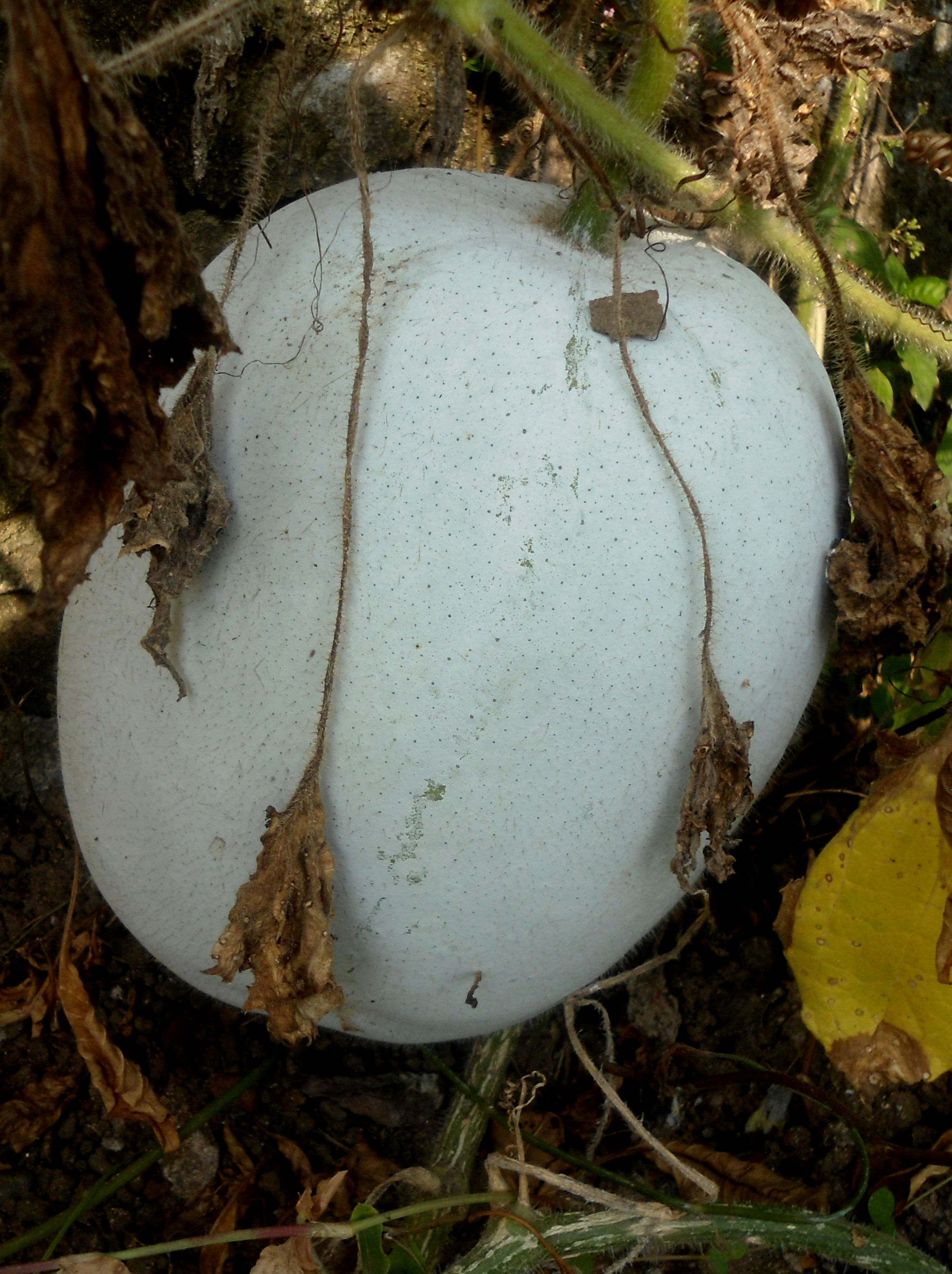
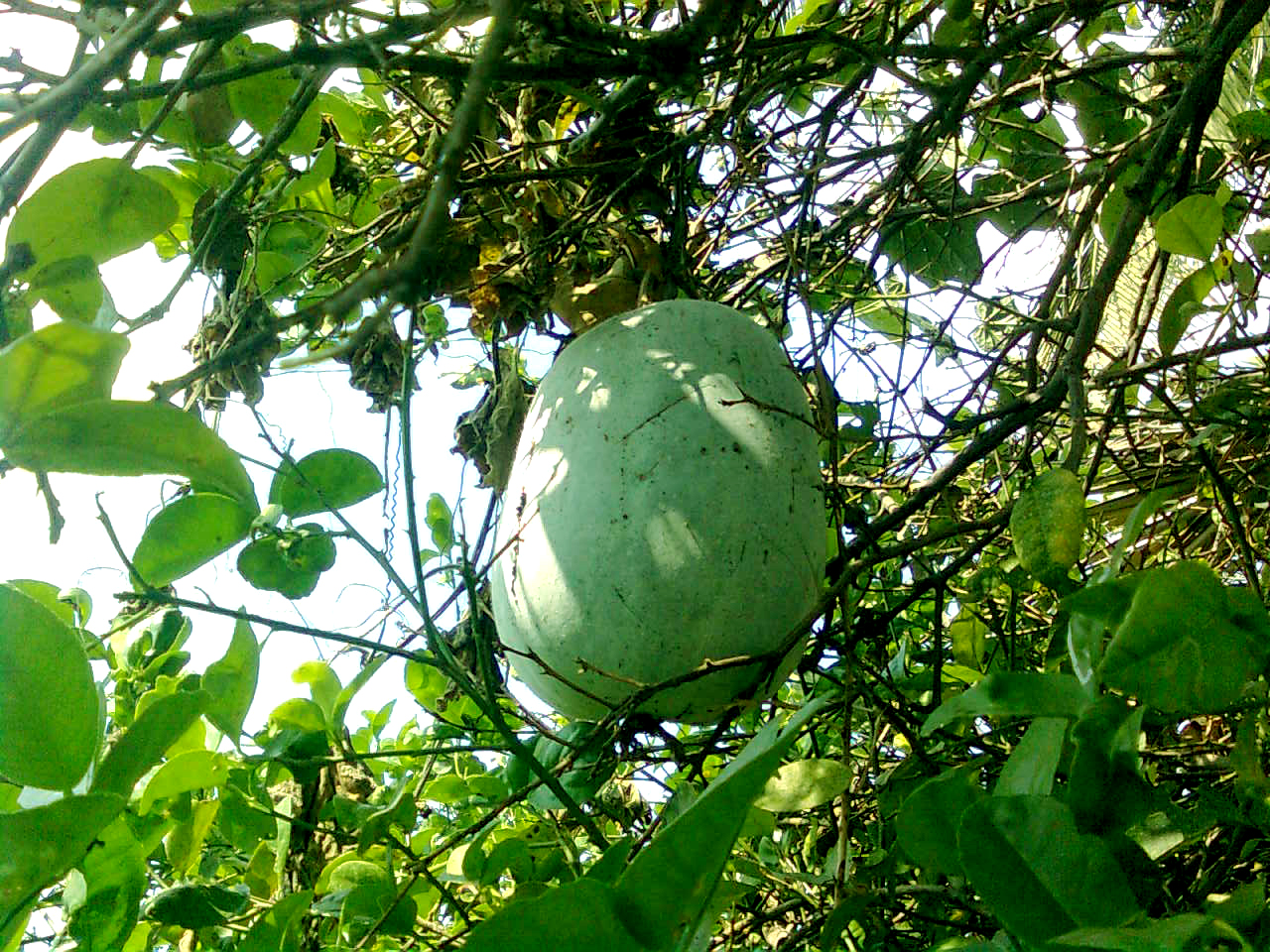
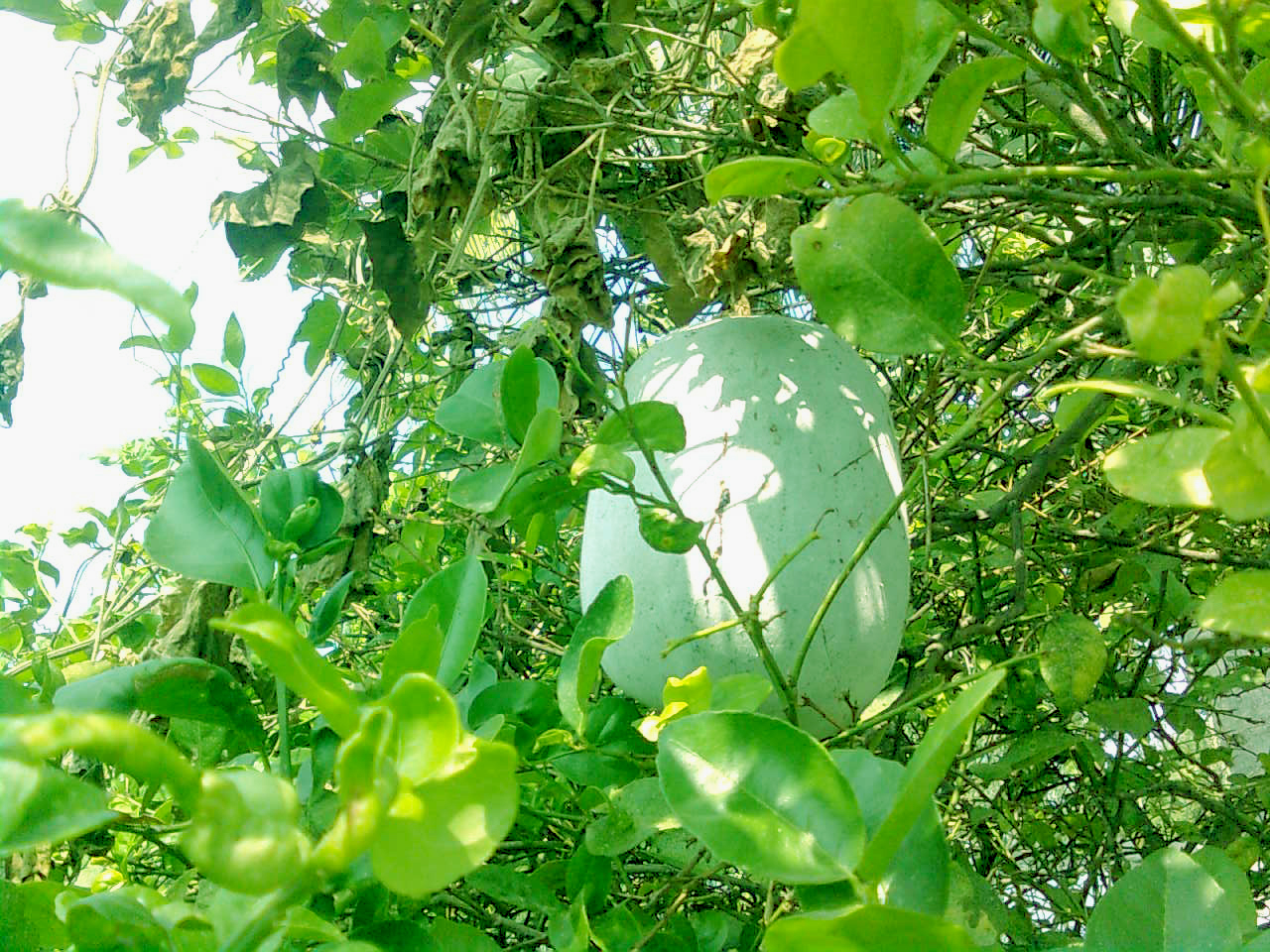
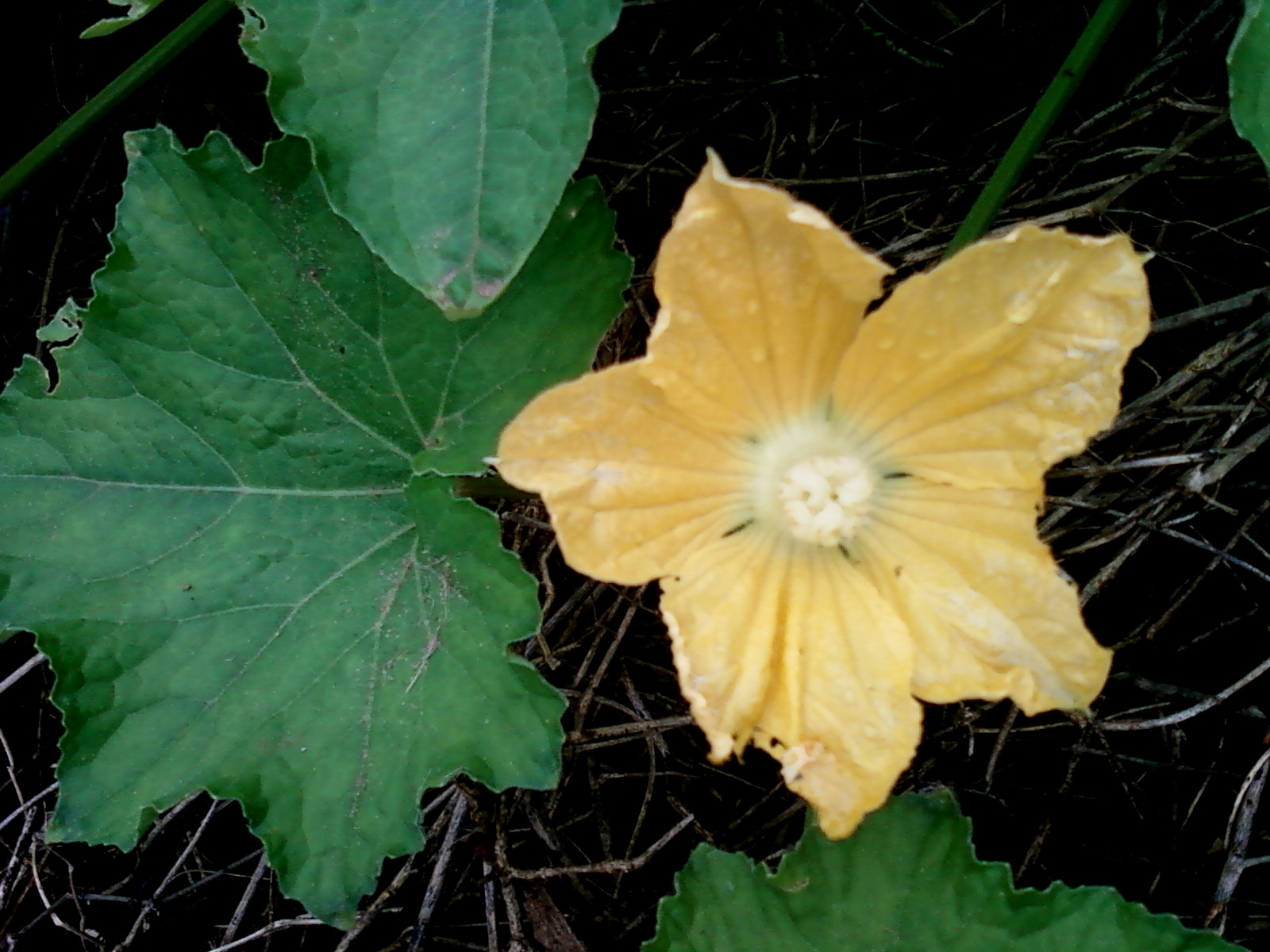
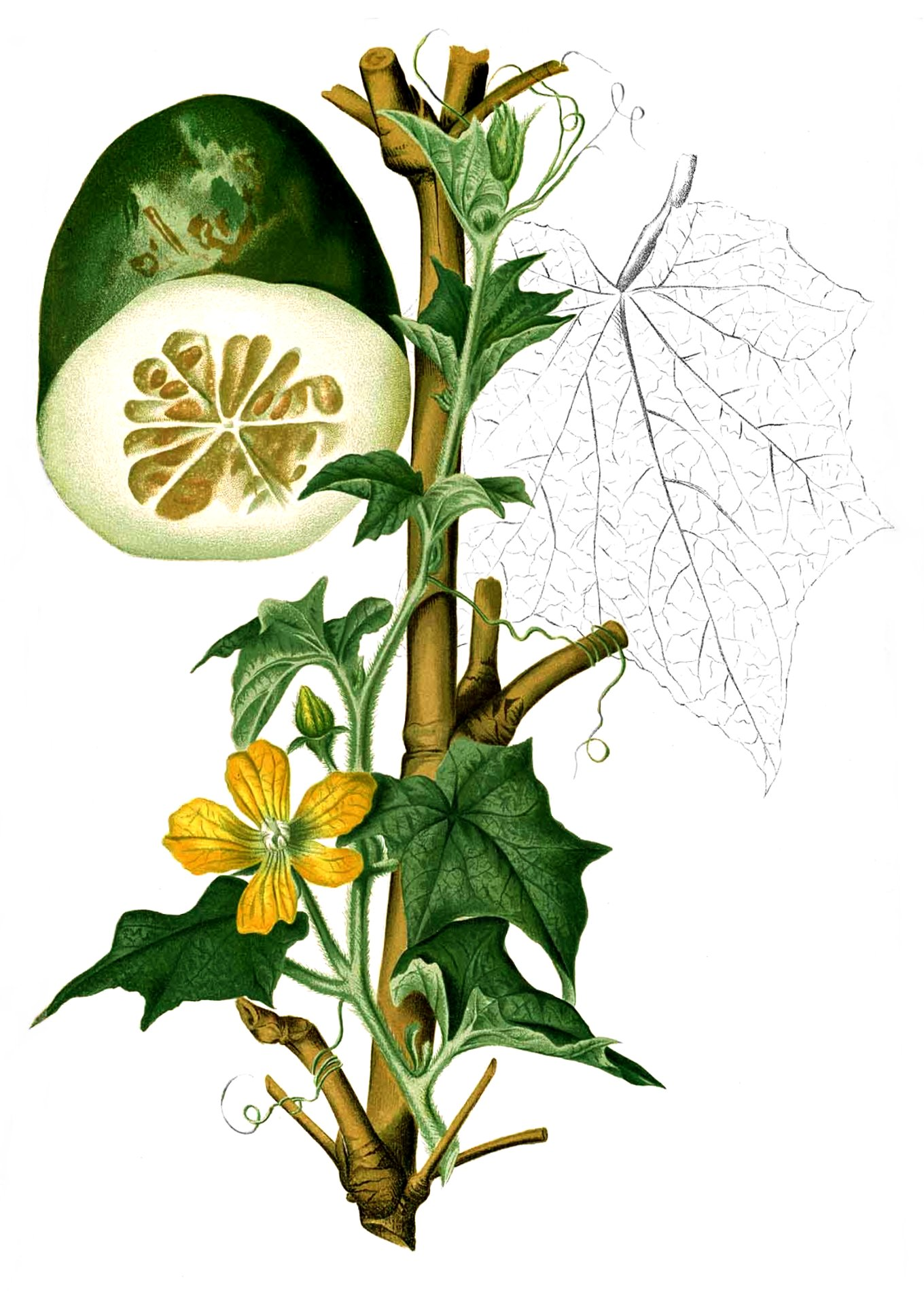